# تمرد الدول السبعة
تمرد الدول السبعة 154-153 قبل الميلاد هو تمرد كان يهدف لإسقاط سلطة هان المركزية والإطاحة بالإمبراطور جينغ من هان بعد محاولته عزل الملوك الإقطاعيين الذين نصبهم الإمبراطور غاوزو في سنة 197ق.م.

## البداية
بعد "نزاع تشو وهان، وتأسيس "سلالة هان الحاكمة" توفي «الإمبراطور غاوزو» في سنة 195 ق.م وقام بإعطاء ألقاب أميرية لإفراد عائلته في الكثير، من المناطق الصينية والتي كانت تمثل نصف أو ثلث الإمبراطورية، وكان يهدف بهذا لتوطيد حكم "سلالة هان الحاكمة"، على أجزاء من البلاد لم تكن تحكم مباشرة من العاصمة.
خلال عهد حفيد «الإمبراطور غاوزو» الإمبراطور وين من هان، كان هؤلاء الأمراء يضعون قوانينهم الخاصة، وقاموا بسك عملاتهم الخاصة (وإن كان هذا بموافقة الإمبراطور)،
ومن بين جميع الولايات المتمردة كانت دولة وو هي الأكثر قوة بسبب توافر عدد كبير من إمدادات النحاس وازدياد عدد الشعب.

## إستراتيجيات المتمردين
كان مستشار الإمبراطور جينغ المستشار تشاو قد نصحه بتخفيض رتبة الأمراء الذين نصبهم «الإمبراطور غاوزو» بنفسه كإجراء مشدد لعدم استجابتهم لقرارات الحكومة في «تشانغآن»، وإستقلالهم شبه الكامل بها، وفكر تشاو بالسماح باندلاع التمرد الآن وهم ضعفاء كي لا يتمردوا وهم أقوياء.
على صعيد أخر كان سيد دولة وو ليو بي يكره الإمبراطور جينغ كرها شديدا، لإنه عندما كان الإمبراطور وليا للعهد زار ليو شيان شقيق ليو بي العاصمة تشانغأن ولعب لعبة ليوبو معه، وبسبب خسارة ولي العهد قام بقذفه باللوحة مما أدى إلى وفاة ليو شيان وازدياد كره ليو بي أمير وو للإمبراطور جينغ.
وعندما نفذ الإمبراطور فكرة مستشاره تشاو، غضب أكثر من سبعة أمراء على هذا القرار، وأعلنوا التمرد ضد حكومة هان.
وإدعوا أن هذه ليست وصية «الإمبراطور غاوزو» التي نصت أنه من نصب نفسه سيدا وليس من سلالة ليو فيجب على جميع الناس أن يقتلوه.
وكان التمرد بقيادة:
- ليو بي: أمير وو.
- ليو وو: أمير تشو.
- ليو أنغ: أمير جياوكسي.
- ليو زيونغ: أمير جياودونغ.
- ليو شيان: أمير سيتشوان.
- ليو خوانغ: أمير هينان.
- ليو سوي: أمير زاو.

## ردود فعل الإمبراطور جينغ
عندما عرف الإمبراطور جينغ باندلاع التمرد، أدرك أن قوات التمرد تريد التوجه إلى ليانغ أولا.وكان شقيقه ليو سيو أمير ليانغ قد جهز جيشه لمواجهة أفراد التمرد.
أرسلت القوات المشتركة للتمرد عدة رسائل لقومية شيونغنو للتحالف معهم فوافق زعيم القبيلة لكنه لم يرسل قواته أبدا ولم يشارك، كما أرسلوا رسائل إلى مملكة نانياو لطلب المساعدة، وحاولوا إقناع ليو أن ملك هواينان، وليو سي سيد لو جيانغ، وليو بو ملك هنغشان لكنهم رفضوا بشدة.
كانت قوات التمرد تنتمي أغلبها لدولة وو وتشي وتشو لكن تشو كانت تتلاعب بهم لهذا سميت القوات باسم قوات وو-تشي.
قام ليو بي أمير وو قد قسم قواته لقسمين قسم يقوده بنفسه لاحتلال ليانغ، وقسم يقوده الجنرال هوان لاحتلال العاصمة،
بعد احتلال لويانغ زادت قوات وو-تشي من مستوى هجومها على ليانغ.

## الحملة الرئيسية
قام الإمبراطور جينغ بتنصيب الجنرال تشو يافو قائدا عاما على الجيش، وأمره بسحق قوات التمرد بأي طريقة بعد أن أصبحوا يهددون العاصمة تشانغأن مباشرة، فقام الجنرال بالتمركز مع قوات الإمبراطور في ينغ يانغ وحاولت قوات التمرد اغتياله في ضواحي العاصمة لكن جندي حذره فغير طريقه.
وبعد تولي قيادة القوات توجه نحو شانغ لي، للتحضير لقطع إمدادات وو-تشو في لويانغ، من جهة أخرى أدت فكرة الإمبراطور إلى تركيز الضغظ على ليانغ. إلى انهيارها وعندما إنتصر الجنرال تشو يافو على وو أرسل ليو بي رسولا إلى تشو لطلب المساعدة وهو ماتجاهله تشو، وعندما عرف الإمبراطور جينغ بانقلاب تشو على التمرد أمرها بسرعة التوجه نحو ليانغ لإنقاذ شقيقه هناك لكن تشو رفضت وأرسلت فقط سلاح الفرسان لقطع إمدادات وو-تشي.
إنهارت قوات وو-تشي بعد عدم تمكنهم من احتلال ليانغ وبسبب خيانة تشو وقطع الإمدادات تضورت قواتهم جوعا قبل أن يدمر الجنرال تشو يافو باقي قواتهم.
فر ليو بي إلى دونغهاي، لكن دونغهاي قتلته وأرسلت رأسه إلى العاصمة، لطلب السلام.
وإنتحر أمير تشي ليو وو بعد ذلك مباشرة، فتم قمع التمرد.

## أعقاب
بعد قمع التمرد تقلصت سلطة الأمراء الإمبرياليين كثيرا، ومهد هذا الأمر «لوو إمبراطور هان» لاحقا ليوسع سيطرة البلاد، ولإن هذا التمرد كان قريبا جدا من فترة «نهاية عصر سلالة تشين» وفترة «نزاع تشو وهان» إذ أن هذا التمرد حصل بعد 49 سنة فقط من سقوط «أسرة تشين» فقد إتجهت معظم أفكار أمراء البلاد إلى أن تبقى البلاد موحدة تحت سلطة مركزية في ظل سلام لم تشهده البلاد منذ حادثة «هروب البلاط الملكي لأسرة تزو إلى لويانغ وتأسيس تزو الشرقية».
كما لم يغفر «وو إمبراطور هان» ابن الإمبراطور جينغ لدولة «نانياو» فقد قام الإمبراطور وو بإرسال الجيش وراء الجيش حتى تم احتلال جميع الأراضي التي ساهمت بدعم التمرد.

## وصلات خارجية
- موقع التاريخ الصيني
- تاريخ /أسرة هان
- كتاب هان
- سجلات المؤرخ الكبير